# Атанасије Стојковић
Атанасије Стојковић (Рума, 20. септембар 1773 — Харков, 2. јун 1832) био је српски писац и научник, руски академик, професор и ректор универзитета у Харкову, писац прве књиге из физике на српском језику, писац првог романа у новијој српској историји, као и преводилац Новог завета на славеносербски.

## Биографија
Атанасије је рођен у Руми 1773. године, од оца Јована Стојковића и мајке Ане Гроздић. У родном месту је пошао у школу и после основне, био је послат да учи кожарски трговачки занат у Пешти. Оданде 1787. године побегне и смести се код неког унијатског свештеника у Трнави (Словачкој), где је певао у цркви. После смрти доброчинитеља Словака 1789. године, вратио се кући, где га је чекала мајка удовица. Прихватио га је земљомер Рајић у Илоку за практиканта, који је радио на изради земљишних књига. Млади Стојковић се затим вратио у Руму и прихватио да буде српски народни учитељ. Али септембра 1793. године уз подршку пријатеља, кренуо је на више школе. После приватног припремања, завршио је средњу „граматикалну латинску школу” у Шопрону, а затим и логику у сегединском Лицеју. Школске 1795/1796. године слушао је физику у Пожуну, али до марта 1797. године посветио се ту и учењу права. Намеравао је да (по добијању стипендије) настави студије у Саксонији. У међувремену бавио се пола године у Бечу, учећи аустријско право и грчки језик. Затим је отишао у Гетинген на студије природних наука, где је 1799. године стекао звање доктора филозофије, и постао први Србин који је докторирао на том универзитету и члан Гетингенског и Јенског ученог друштва. Током те 1799. године дружио се са многим ученим људима у Јени, Лајпцигу и Гетингу. Крајем 1799. године вратио се као доктор филозофије у завичајни Срем. Иако је у Гетингу завршио по други пут Богословију није прихватио монашки чин по савету архимандрита Рајића. Вратио се у Пешту и ту је неколико година радио истраживања и писао српске књиге. Од писања се чак као мало ко и обогатио, али му је капитал проневерио један купац у Бечу. На наговор Доситеја Обрадовића од 1801. до 1803. у Будиму је писао књигу Фисика, простим језиком списана за род славено-сербскиј у три тома, која је прво такво дело на српском језику, и обухвата не само физику већ и метеорологију, астрономију, минералогију па чак и ботанику и зоологију. Овим се Стојковић сврстао у ред српских просветитеља, уз Доситеја и Павла Соларића.
Захваљујући свом образовном раду, 1803. године био је позван за првог редовног професора на новоотворени универзитет у Харкову. Али све је почело тако што је своју књигу "Физику", послао на поклон руском цару Александру. Његова „Физика“ (односно, „Фисика“) не представља уџбеник из физике у данашњем смислу те речи. У складу са владајућим мишљењем свога времена, Стојковић је под овим називом подразумевао општу науку о природи, животу и свету (према Аристотеловом појму „фисис“, тј. „природа“), која је у то време била позната и као „јестаственица“. Дело А. Стојковића није, према томе, посвећено проучавању физике, већ проучавању и разумевању животних појава у целини.
Руски владар му је узвратио са два похвална писма, захваљујући којима су му у Русији отворена сва врата. Са достојанством императорског придворног саветника дошао је у Харков 1804. године, у друштву мајке и једног синовца. Он је био један од учених Срба које је царска Русија позвала да буду професори на том универзитету, уз Глигорија Трлајића, Саву Петровића, Ђорђа Коритара. Прво је предавао на катедри теоријске и експерименталне физике, али је убрзо постао декан одељења физичких и математичких наука. Стојковић је касније постао и ректор и оснивач харковског Ученог друштва.
Када је једном приликом дошао до неких занимљивих метеорита, написао је књигу О ваздушном камењу и њиховом пореклу (прво издање 1807, на руском језику). Данас се сматра да је то прва књига о метеоритима на свету. На руском је Стојковић публиковао и „Основе теоријске и експерименталне физике“ (из 1809).
Стекао је многе почасти и привилегије, постао члан Царске академије наука, добио од цара Александра I Орден Светог Владимира трећег степена, а добио је и материјалне привилегије и постао државни саветник. Након што је 1815. године постао ректор Харковског универзитета оженио се. Руски цар му је 1815. године поклонио 25.000 јутара земље у Херсонској губернији, у Јелисаветоградском језду. Напустио је потом универзитетску катедру и постао државни саветник, угледник са више ордена и медаља. Имање је касније предао синовима Аркадију и Хонорију, и умро 1832. године у Харкову.
Његов просветитељски рад обухвата и превод Новог завета у славеносербској редакцији што прилично отежава Вуку Караџићу да нађе разумевање и подршку међу ученим Србима за његов превод на народни српски језик. Међутим, његов роман „Аристид и Наталија“ из 1801. године представља први роман у новијој српској књижевности. По узору на Волтеров „Кандид“ написао је дело необичног назива - „Кандор или откривање египетских таин“, роман филозофско поучних намера са доста мистичних елемената.

## Наслеђе
У Тунгуској области (где је 30. јуна 1908. године експлодирао метеорит и изазвао огромна разарања) постоји брдо висине 150 m које се зове Стојковићево брдо управо по овом научнику.
На сцени Народног позоришта у Београду играла се представа Вожд Карађорђе и кнез Милош у којој лик Атанасија Стојковића глуми Борис Комненић.
По њему се зове Градска библиотека „Атанасије Стојковић” Рума.

## Дела
Ово су наслови осталих дела насталих за време док је Стојковић био професор физике у Харкову:
- „Фисика” (1801—1803) – тротомно дело, прво овакве врсте код Срба[4]
- О јавленијах городов и прочего в воздух, називајемих фата моргана (О појавама градова и осталог у ваздуху названог фатаморгана) 1808.
- Началнија основанија умозрителној и опитној физики по новејшим откритијам (Почетне основе апстрактне и експ. физике до најновијих проналазака) 1809.
- О преохраненији себија от ударов молниј во всех случајах жизни (О личном чувању од удара грома у свим животним приликама) 1810.
- О причинах ђелајушчих воздух неспособним дља диханија и о средствах предохрањајушчих от совершеној порчи (О узроцима који чине ваздух неупотребљивим за дисање и о средствима која заштићују од потпуних оштећења) 1811.
- Система физики (Систем физике ) 1813.
- Началнија основанија физическој географији (Почетне основе физичке географије) 1813.
- Началнија основанија физическој астрономији (Почетне основе физичке астрономије) 1813.
- О саранче и способах истребљенија јеја (О скакавцима и начину њиховог истребљења) 1825.
- О отводах молниј и града (О одвођењу – деривацији муње и града) 1826.
- Зашчишченије градових отводов (Заштита противградних средстава) 1826.
- Систематическоје изложеније обезводњенија мокрој почви (Систематско излагање о одводњавању подводног земљишта) 1827.
- Теоретическо-практическоје настављеније о виноделији (Теоретско – практичне поуке о винарству) превод са француског, 1830.
- О воздушних камњах и јих происхожденији – прва књига о метеорима на свету
- Кандор или откровеније Египетских таин (1800)
- Аристид и Наталија (1801) – први роман српске књижевности
- Сербски секретар (1802)
- Стихи каковим образом љубов у браку сохранити можно(1802)
- На смерт бесмртнаго Јована Рајича”(1802).

Преводи
- „Нови завет“